# Министерство администрации и цифровизации
Министерство администрации и цифровизации (пол. Ministerstwo Administracji i Cyfryzacji) — министерство в правительстве Польши. Было создано при председателе Совета министров Дональде Туске 21 ноября 2011 года путём преобразования двух министерств — Министерства внутренних дел и администрации и Министерства инфраструктуры. 8 декабря 2015 года было вновь воссоздано Министерство внутренних дел и администрации, а цифровые технологии были выделено в самостоятельное министерство.
Министерство отвечает за различные аспекты государственного управления, информатизации, интернета и телекоммуникации, а также за вопросы религии, национальных и этнических меньшинств. Министерство курирует деятельность Центра электронной коммуникации и Главного геодезиста страны.

## Министры администрации и цифровизации
| Портрет | Портрет | Имя               | Партия                | Срок полномочий | Срок полномочий | Председатель Совета министров |
| ------- | ------- | ----------------- | --------------------- | --------------- | --------------- | ----------------------------- |
|         |         | Михал Бони        | Гражданская платформа | 21 ноября 2011  | 27 ноября 2013  | Дональд Туск                  |
|         |         | Рафал Тшасковский | Гражданская платформа | 27 ноября 2013  | 22 ноября 2014  | Дональд Туск                  |
|         |         | Анджей Халицкий   | Гражданская платформа | 22 ноября 2014  | 16 ноября 2015  | Дональд Туск                  |